# Antonio Maria Valsalva
Antonio Maria Valsalva (Imola, 17 gennaio 1666 – Bologna, 2 febbraio 1723) è stato un medico, anatomista e chirurgo italiano.
Allievo prediletto di Marcello Malpighi, con lui condivise la passione per l'indagine e il rigore scientifico. Fu maestro del celebre Giovanni Battista Morgagni da Forlì, quindi anch'egli romagnolo, che ce ne ha lasciato una biografia.

## Biografia

### Infanzia e studi

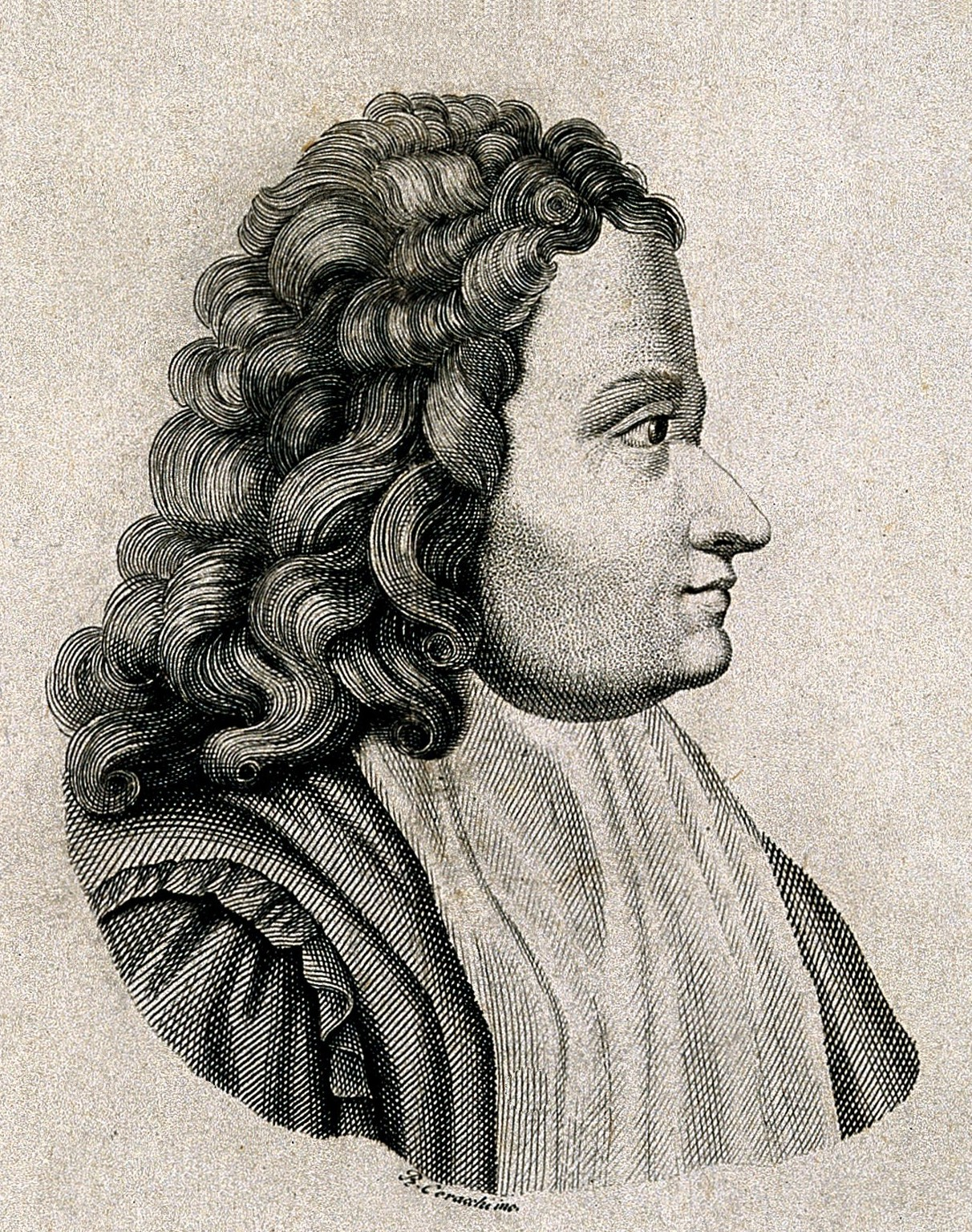
Antonio Maria Valsalva

I genitori Pompeo Fini e Caterina Tosi, di umile origine, erano nati a Valsalva, una località nell'alta valle del Santerno. Si trasferirono a Imola allorché presero servizio presso una nobile famiglia. Successivamente adottarono il nome del villaggio di origine.

Antonio Maria nacque a Imola il 17 gennaio 1666 nella parrocchia di sant'Agata e venne battezzato il giorno seguente in san Cassiano. Ricevette fin da bambino un'educazione cristiana, grazie anche all'aiuto dei padri gesuiti. Il giovane Valsalva era docile, disciplinato e di intelligenza poliedrica, anche se non fu difficile capire a quale tipo di studi fosse particolarmente inclinato; infatti sezionava uccelli o altri piccoli animali con un interesse superiore a quello che si confaceva alla sua età, studiando poi con grande cura le interiora.
Viste le sue qualità, fu mandato a studiare all'Archiginnasio di Bologna, illustre per fama e per l'alta qualità dei professori. Infatti nella scienza medica e nell'anatomia, la materia che gli stava più a cuore, fu seguito da Marcello Malpighi, che a quel tempo era considerato il migliore in quel campo. Studiò assiduamente e con dedizione, si laureò "magna cum laude" il 6 giugno del 1687 a soli 21 anni, con una tesi dal titolo Sulla superiorità della dottrina sperimentale e a questo principio si affidò per tutta la sua vita di scienziato.

### Attività professionale
Valsalva si accorse però che tutti gli studi che aveva fatto “più che un'esatta nozione del vero davano solo l'immagine della verità”; per ricercare i sintomi delle malattie, il loro decorso e l'efficacia della terapia non bastava esaminare attentamente i malati ma occorreva studiare le alterazioni delle parti ammalate sui cadaveri oppure sezionare anche animali vivi ed eseguire su di essi esperimenti. Scrisse innumerevoli appunti su tutto ciò, ma sempre meno di quello che fece realmente, visto che talvolta fu impedito da malattie che fatalmente contraeva dalla dissezione di corpi in putrefazione, perdendo addirittura il senso dell'olfatto a causa dell'incredibile sopportazione del fetore.
Tuttavia il suo amore per lo studio dell'anatomia non gli fece trascurare tutto ciò che si richiede per essere un buon medico chirurgo, né trascurò le ricerche chimiche che, anzi, gli furono di grande aiuto: si occupava dei medicamenti, della loro natura e delle loro capacità curative, studiò inoltre malattie ritenute incurabili, indagandone i prodromi proprio con la guida dell'anatomia. A quel tempo infatti fare la diagnosi di una malattia era difficile perché ci si basava solo su metodi induttivi; erano usati l'ispezione e la palpazione, non facendo ancora parte del bagaglio medico la percussione e l'ascoltazione.
Esercitava la chirurgia più secondo il suo giudizio che per le nozioni ricavate dai libri; di fronte al malato non teneva un comportamento immutabile, ma si regolava secondo le circostanze, dando prova della sua prudenza e del suo coraggio. Ippocrate infatti dice che “il medico che conosce sa anche curare”.

### Filantropo
In quanto lettore di anatomia formò personalità mediche valide, alcuni suoi allievi divennero stimatissimi medici, altri docenti universitari. Nella sua scuola accoglieva non solo coloro che gli erano stati segnalati da amici e notabili, ma anche studenti gravati dalla povertà ma intelligenti e vogliosi di apprendere. Ad esempio, fece di due suoi domestici due buoni chirurghi e impartì a diverse ostetriche nozioni tali da agevolare il parto e da salvare molte madri e altrettanti figli. Ritenendo la medicina una missione e non una fonte di guadagno, aiutava economicamente coloro che erano affetti da malattia e da miseria, visitandoli gratuitamente.

### Incarichi
Il nome di Valsalva era tanto conosciuto che i suoi consigli erano molto apprezzati anche nelle diagnosi di grande difficoltà, non soltanto tra i bolognesi, ma in tutte quelle città che avevano sperimentato la sua opera quali Parma, Piacenza, Mantova, Ravenna, Forlì, Rimini, Imola e tante altre.
Uomo di grande valore e di sincera umiltà, gli furono affidati dal Senato la salute e l'approvvigionamento alimentare della città: all'inizio del secolo a lui spettava il controllo delle lettere e delle merci provenienti da luoghi di sospetta pestilenza e dodici anni dopo doveva invece impedire, per quanto poteva, il diffondersi di una malattia che aveva colpito il bestiame. Dal 1697-98 al 1722-23 fu nominato dal Sommo Consiglio della città ”incisore pubblico di anatomia” e ciò gli permise di esporre le singole parti da lui preparate nel Teatro Anatomico, cosa che non era stata concessa a nessuno prima d'allora. Dal 1705 fino alla morte fu “pubblico lettore e ostensore di anatomia” e qualche anno dopo fu nominato lettore onorario di chirurgia e di anatomia chirurgica pratica. Nel 1697, solo dopo dieci anni dalla laurea, divenne primario medico dell'Ospedale Sant'Orsola e il 10 ottobre dell'anno seguente fu eletto chirurgo, posto che tenne con grande abilità fino alla morte.
Stimato da tutti, fu invitato più volte dai suoi concittadini di Imola a ritornare in patria, conferendogli l'onore di far parte della Nobile Magistratura dei Pacifici e offrendogli anche un premio annuale. Ma egli non accettò, non perché non fosse affezionato alla sua patria né per non sembrare incoerente con il rifiuto opposto ad altre importanti città che avevano fatto offerte maggiori, ma soltanto per non sembrare ingrato verso Bologna, la città da cui aveva ricevuto cultura e fama.

### Problemi di salute e morte
L'animo forte e coraggioso, mai però precipitoso e imprudente, di Valsalva trapelava anche dal suo aspetto fisico: aveva la fronte alta e ampia, occhi neri e vivaci, un volto sereno non privo di austerità e mani solide e agili all'occorrenza. Il corpo era snello da giovane, ma negli ultimi sei, sette anni fu aggravato dall'obesità a causa di malattie che lo portarono alla morte. Dapprima infatti la tosse, da cui era stato affetto da giovane, incominciò ad aggravarsi, causando sete e secchezza delle fauci e costringendolo a ingerire una quantità notevole d'acqua; da ciò derivò un'insonnia notturna e ovviamente una sonnolenza diurna. Cambiarono anche le sue abitudini alimentari, incominciò a mangiare a dismisura e a vomitare dopo il pranzo. A questo si aggiunsero lancinanti dolori addominali notturni a livello del colon, che furono erroneamente interpretati come coliche renali, finché si arrivò a comprendere che si trattava di una malattia diversa: apoplessia, complesso sintomatico caratterizzato da abolizione della coscienza, della sensibilità e della motilità, dovuto a emorragia cerebrale con distruzione di sostanza cerebrale). Infatti, la sera del 2 febbraio del 1723 ebbe all'improvviso una paralisi facciale e da lì a poco, nonostante l'immediato soccorso di medici e di presenti, morì. Ebbe un funerale degno della sua persona e fu sepolto nella chiesa di San Giovanni in Monte, a Bologna. I monumenti che gli furono dedicati dai canonici della chiesa, dagli amministratori dell'Ospedale degli Incurabili e dell'Università sono la testimonianza del rimpianto che lasciò dopo la sua morte. Un altro monumento fu posto a Imola, nella chiesa di San Domenico, luogo che Valsalva, se fosse morto nella sua città, aveva scelto per essere tumulato. Fu la moglie a occuparsene. Ella era sempre stata rispettosa del marito e lo fu ancora di più nel rispettare i suoi desideri anche dopo la morte, non lasciandosi corrompere né da lusinghe né da offerte in denaro; sapeva infatti che egli avrebbe voluto lasciare i suoi strumenti chirurgici all'Ospedale degli Incurabili e la raccolta dei pezzi anatomici, soprattutto quelli dell'organo dell'udito a cui aveva lavorato per ben sedici anni pubblicando anche il “ De aure humana tractatus ”, all'Istituto dell'Accademia delle Scienze, e adempì la sua volontà. Si erano sposati nel 1710 e avevano avuto sei figli: due maschi e quattro femmine. Valsalva non lasciò eredi maschi, perché morirono in età infantile come anche la più giovane delle figlie.

## Attività scientifica

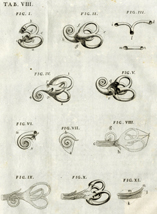
Disegni della struttura dell'orecchio

Fin dai primi anni si dedicò con successo all'anatomia settoria e alla chirurgia sul malato, introducendo importanti innovazioni sia nello strumentario sia nelle tecniche chirurgiche. Introdusse la tecnica di sutura delle arterie per arrestare l'emorragia provocata dalle amputazioni, sostituendola alla più antica e cruenta cauterizzazione. Fu uno dei fondatori della chirurgia splenica e delle vie urinarie: eseguì infatti per primo, appena laureato, la splenectomia e la nefrectomia in animali che sopravvissero all'intervento. Capì il grande valore dell'ostetricia e della ginecologia, lasciando numerose schede e appunti nonostante non esistesse l'insegnamento di questa materia a quel tempo.
Ha lasciato molte opere relative alla cardiologia. A lui si deve la descrizione dei seni dell'Aorta, chiamati appunto seni di Valsalva, cioè lievi allargamenti della grande arteria che nasce dal ventricolo sinistro del cuore e di quella polmonare nell'area delle valvole semilunari. I seni di Valsalva sono sede di aneurismi congeniti dovuti a perdita della continuità tra la tonaca media del bulbo aortico e l'anulus della valvola aortica e interessano il seno coronario destro nel 63% dei casi. All'esame ecocardiografico possono essere dimostrati da echi particolari nel tratto di efflusso, oltre ad apparire più ampi e a parete più sottile. La maggior gloria di Valsalva in campo cardiologico fu il metodo da lui ideato proprio per la cura di questi aneurismi. Il principio su cui era basata questa terapia era fondato sul concetto che il sangue fosse la causa della dilatazione aneurismatica e che pertanto diminuendone la massa e la violenza sarebbe stato possibile rallentare il processo di sfiancamento della parete del vaso. Quindi una terapia intesa a favorire l'ipotensione arteriosa e cioè assoluto riposo, applicazione di compresse fredde e di ghiaccio sull'aneurisma, quando era possibile, dieta ipocalorica per molto tempo e salassi.
Uomo dall'immensa cultura e sensibilità fu anche un precursore della psichiatria, anzi la psichiatria come scienza nacque proprio con lui. Nonostante la pazzia fosse considerata nell'antica Grecia e a Roma una malattia curabile, tanto che vi erano luoghi adibiti al ricovero degli alienati ed erano stati avanzati tentativi di cura, nel Medioevo questo concetto andò perduto e la pazzia divenne sinonimo di “malattia del demonio” e “malattia delle streghe”: i malati di mente furono perseguitati con il rogo. Bologna fu una delle prime città che nel XVI secolo non infierì sui malati di mente con i brutali sistemi che si usavano in Europa, anche se per calmare le loro agitazioni gli inservienti usavano lo staffile. Valsalva fece la sua comparsa nel 1710, quando fu costruito nell'area del Sant'Orsola un edificio per il ricovero dei pazzi. Attraverso numerose autopsie su cadaveri di pazzi deliranti del nosocomio di Santa Maria della Morte era giunto alla conclusione che la pazzia era dovuta ad alterazioni anatomiche del cervello; li liberò così dalle manette, dalle sedie chiuse, dai cinturoni e dalle cuffie del silenzio e, quando era necessario legare i più furiosi, raccomandava agli infermieri di non fare loro del male. Sostituì quindi al sistema della brutalità quello della dolcezza e della comprensione verso questi malati e fu certamente il primo a intuire le alterazioni organiche delle malattie mentali. L'opera di Valsalva fu seguita poi in Italia da Vincenzo Chiarugi.

### De Aure Humana Tractatus
Nello scrivere quest'opera il Valsalva si era proposto "veritatem scilicet pro mea virili aperire; addiscendi vero labores, quantum res siniret, faciliores redere" (rendere manifesta la realtà per quanto mi spetta; rendere davvero più semplici le fatiche dell'apprendimento, per quanto lo permetta l'argomento). È molto probabile che l'idea di studiare l'orecchio gli sia venuta in seguito agli infruttuosi tentativi di Malpighi. Sicuramente nella sua biblioteca vi erano autori quali Vesalio, Eustachio, Salomone Alberti di Norimberga (il quale figurò la chiocciola e descrisse il solco del nucleo cocleare completato del nervo), Cecilio Florio da Fassano (che nell'opera “Nova Auris Internae Deliminatio” del 1647 descrisse l'organo dell'udito e vide che i canali semicircolari superiore e posteriore si congiungono in un unico ostio) o ancora Duvernay (autore del “traitè de l'organe de l'ouie”).
Il “De Aure humana” ebbe la prima edizione a Bologna nel 1704 e un'ultima aggiornata a cura di Morgagni nel 1740. Valsalva vi lavorò per più di sedici anni sezionando più di 1000 capi, completando in un certo senso l'opera di Duvernay trattando le parti molli e i muscoli ed elaborando anche una sua teoria dell'udito.
Per la prima volta appare la moderna divisione in orecchio esterno, medio e interno. Nella rappresentazione del padiglione descrive per la prima volta le piccole ghiandole sebacee della coclea e i muscoli estrinsechi anteriori, tragi e antitragi.
Nell'orecchio esterno dimostrò la presenza di muscoli per il movimento del padiglione auricolare.
Nello studio dell'orecchio interno fece una descrizione dettagliata della chiocciola e dei canali semicircolari e per la prima volta descrisse la presenza di linfa ut aqua limpida al loro interno, ponendo le basi anatomiche per la conoscenza dei meccanismi che regolano la percezione acustica e la percezione dell'equilibrio.
Studiò l'anatomia nel feto e nel neonato; qui notò che il condotto uditivo esterno è quasi occluso e suggerì la possibilità di risolvere chirurgicamente alcuni casi di sordità nei soggetti adulti in cui persiste la membrana che ricopre il timpano nel neonato e che normalmente viene espulsa in frammenti. Inoltre durante l'autopsia di un sordo scoprì la causa stessa della sordità: la base della staffa e il contorno formavano un solo blocco e la staffa era diventata immobile. Questa fu la prima descrizione dell'otospongiosi.
Attualmente la manovra di Valsalva è usata in otorinolaringoiatria per lo studio della timpanometria (rapporto tra l'impedenza acustica e pressione esercitata sulla membrana del timpano) ed è basata sulle modificazioni dell'elasticità del sistema timpano-ossiculare che si verificano variando la pressione nel meato acustico interno. La timpanometria serve anche per valutare la funzionalità della tromba di Eustachio: quando la pervietà di questa si riduce si realizza una pressione negativa nella cassa timpanica. Quando il timpano è chiuso si esegue prima la timpanometria e poi la manovra di Valsalva che consiste nell'insufflazione forzata di aria nell'orecchio medio, realizzata attraverso un'energica espirazione con bocca e narici chiuse. Questa è quindi usata per valutare la funzionalità della tromba di Eustachio, registrando l'impedenza della membrana timpanica durante la fase di pressione.
Tuttavia la manovra di Valsalva non è esente da rischio in otorinolaringoiatria: in un paziente con sordità improvvisa e di non chiara origine la manovra potrebbe causare una lesione della cassa della coclea danneggiata o un barotrauma, danneggiando l'orecchio interno.

## La Manovra di Valsalva

Opere, 1741

Nel 1761 Giovanni Battista Morgagni pubblicò il De sedibus et causis morborum includendo del materiale mai pubblicato dal maestro Valsalva. Questo aveva fatto il seguente esperimento “se la glottide è chiusa dopo una profonda inspirazione e quindi si facesse un intenso e prolungato sforzo espiratorio si potrebbe esercitare una tale pressione sul cuore e sui vasi intratoracici da arrestare temporaneamente il flusso del sangue”. Questo brano però sfuggì per molto tempo all'attenzione di coloro che stavano lavorando sulla relazione che intercorre tra respirazione e circolazione. Solamente nel 1869 fu notato, anche se in realtà altri medici avevano preconizzato molto prima una manovra tipo quella descritta da Valsalva, come ad esempio il giudeo arabo Giovanni Mesuè, morto nell'819, l'italiano Guglielmo da Saliceto, morto nel 1277, Bruno Giacomo Pancrazio, morto nel 1709, Vesalio e altri. Nonostante questi precedenti la manovra è sempre stata riconosciuta sotto il nome di Valsalva per la sua grande autorità nella scienza medica.
Aveva un'applicazione pratica per allontanare corpi estranei dall'orecchio e quindi per risolvere la sordità provocata da essi e, come fece notare nel 1850 Weber la compressione toracica che si esercitava era una componente di molti atti comuni come il defecare, il partorire, il tossire, lo starnutire ecc.
Furono trovate altre applicazioni pratiche della manovra di Valsalva. Nel 1899 Wolffhugel rilevò che vi erano risultati simili a quelli ottenuti con la manovra di Valsalva sulle persone che sollevavano pesi come i lavoratori delle cave, i facchini. E se era vero che l'abitudine agli sforzi consentiva alla circolazione di queste persone di adattarsi, anche quelle più forti avevano comunque un limite. In realtà non era stato fatto alcun esperimento sul sollevamento dei pesi fino a che Curdy non se ne occupò; studiò infatti a Harward l'effetto dello sforzo sulla pressione mediante lo sfigmomanometro di Riva-Rocci.
Nel 1920 fu proposta una variante della manovra di Valsalva utile per i test di buona salute: il test dei 40 mmHg, così chiamato da Martin Flack, consisteva nel soffiare contro la resistenza di un manometro a mercurio e nel mantenere la colonna del liquido fino a 40 mmHg più a lungo possibile. Questo era stato ideato per determinare le condizioni fisiche degli aviatori ed era stato usato con ottimi risultati dalla Royal Air Force nella prima guerra mondiale.
L'anno seguente Burger usò la manovra di Valsalva come test di efficienza circolatoria e, dopo un gran numero di osservazioni, suddivise il cuore in tre categorie: cuore normale, astenico, ipertrofico (sportivo).
Quindi la risposta di un soggetto alla manovra di Valsalva dipende non solo dall'azione del cuore ma anche da fattori che ne controllano il ritorno del sangue al cuore attraverso il sistema venoso addominale. È quindi sconsigliata in soggetti che soffrono di neuropatie del sistema neurovegetativo (come ad esempio diabete pancreatico o amiloidosi); di insufficienza cardiaca di tipo congestizio, di ipertensione arteriosa o di altre cardiopatie.
Un ulteriore passo avanti fu fatto nel 1930 con l'introduzione di un metodo di registrazione ottica multipla e simultanea che consisteva nella collocazione di speciali specchietti in varie arterie, registrando i loro movimenti fotografando i fasci di luce riflessi. Secondo queste ricerche la velocità del cuore aumenta quando le pareti arteriose sono più tese da un qualche aumento della pressione del sangue; viceversa la velocità diminuirebbe in caso di ipotensione arteriosa.
Bisogna ricordare che la proposta iniziale di Valsalva fu quella di eseguire la manovra invitando il soggetto a fare un'espirazione forzata a glottide chiusa per un breve periodo, e non per studi di cardiologia ma per studi sull'orecchio.